# Piede (unità di misura)
Il piede (in inglese foot; simbolo ft o primo) è un'unità di misura di lunghezza del sistema imperiale britannico.
Equivale a 0,3048 m o a 30,48 cm e non è riconosciuto dalla norma tecnica del sistema internazionale di unità di misura.
Si tratta di un'unità di misura di derivazione antropometrica largamente impiegata in passato, dal medioevo in poi, anche se la sua lunghezza non fu mai univocamente stabilita in ragione delle varie aree geografiche in cui esso veniva usato.
Anche nei Paesi che usano il sistema internazionale è talora usato in marineria e aeronautica per indicare le quote d'altitudine e la lunghezza delle imbarcazioni a vela.
È un'unità di misura ufficiale solo in tre Paesi del mondo, Stati Uniti, Liberia e Birmania, benché sia usato in maniera consuetudinaria in numerosi Paesi anglosassoni che hanno adottato il Sistema internazionale quali Canada, Nuova Zelanda, Sudafrica e Regno Unito.
È lungo un terzo di iarda (91,44 cm), suo multiplo immediatamente superiore, e dodici pollici (2,54 cm) suo sottomultiplo diretto.

## Il piede internazionale
Il piede internazionale (o "International foot") un'unità di misura di lunghezze definito come:
| 1 piede = 0,3048 m = 30,48 cm |

Il piede è un'unità di misura molto diffusa nei paesi anglosassoni.

## L'unità di misura piede negli Stati Uniti
Oltre al "piede internazionale", per ragioni storiche negli Stati Uniti è ancora in uso un'unità di misura leggermente diversa, il Survey Foot o "piede agrimensorio", definito come:
{\displaystyle {\text{1 survey ft}}={\frac {1200}{3937}}\;{\text{m}}\approx {\text{0,304 800 61 m}}}
ed equivale dunque a circa 0,30480061 m, esattamente è 1 000 000/999 998 volte il piede internazionale.
Quindi è maggiore di quest'ultimo di circa 610 nm.
La differenza è irrilevante per misure che non richiedono una particolare precisione o che comprendono ristretti spazi ma per mappe di ampi territori (dove è ancora in uso) la  discrepanza può diventare apprezzabile.

## Storia

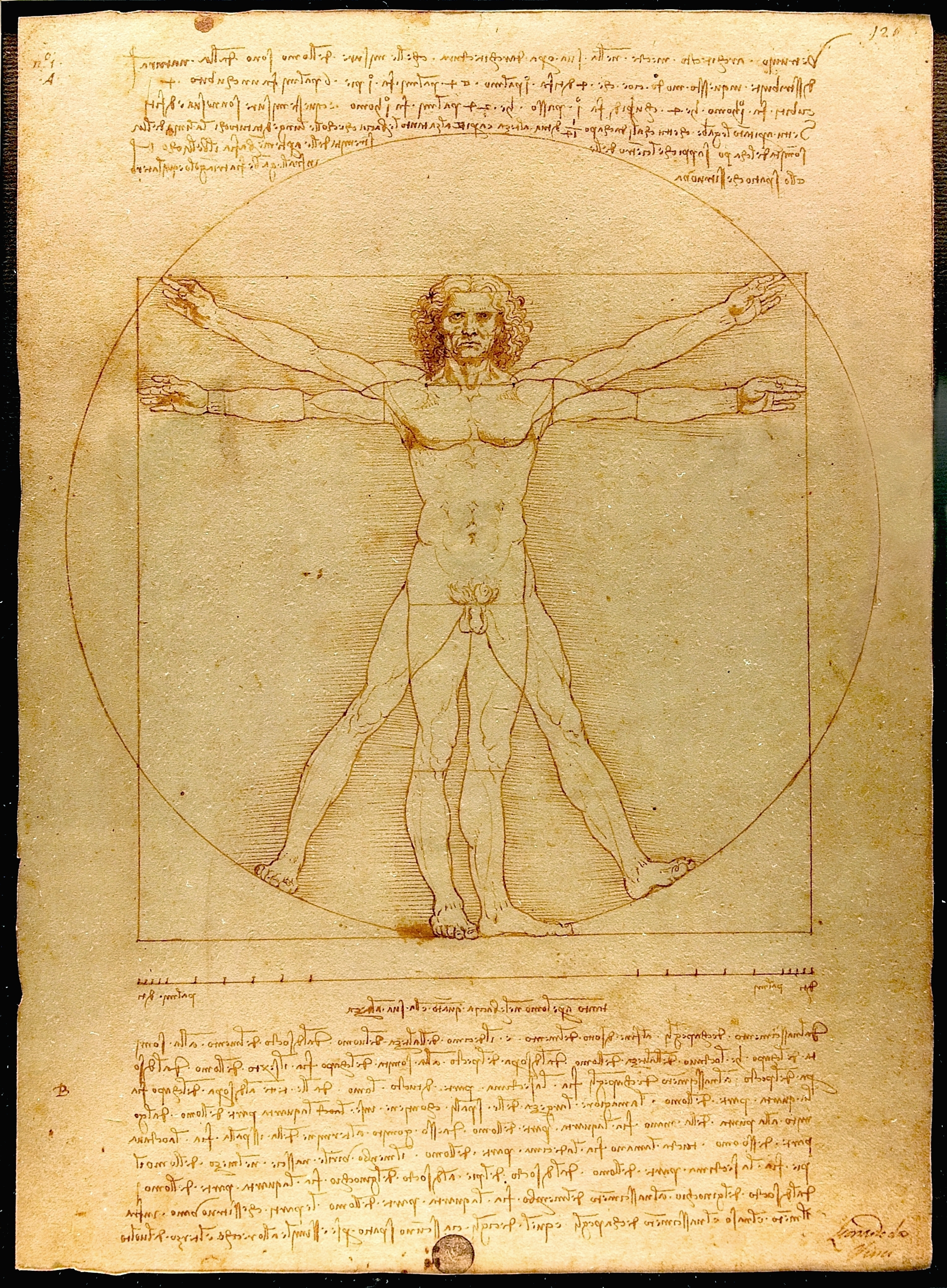
L'Uomo vitruviano di Leonardo da Vinci da cui...

L'uso del piede come unità di lunghezza risale ai popoli antichi e veniva definito come la lunghezza del piede maschile ideale, considerata pari a 1/6 della statura di un uomo ben proporzionato.
Presso i Romani, questa misura equivaleva a 29,64 cm. Il piede romano è infatti definito come 16/28 del "cubito di Nippur". Il valore teorico del "cubito di Nippur" è di 518 616 micrometri; di conseguenza il piede dei romani è di 296352 μm ovvero circa 29,64 cm.
In realtà, fino a tempi relativamente recenti, erano contemporaneamente in uso differenti misure di piede. Nel solo impero austro-ungarico si avevano le seguenti corrispondenze:
| piede o Fuß o Schuh | pari a 31,6081 cm  |
| piede cubico        | pari a 0,03158 m³  |
| piede viennese      | pari a 31,61024 cm |
| piede parigino      | pari a 32,484 cm   |

La suddivisione del piede in 12 pollici era comune a quasi tutte le differenti misure di piede: fa eccezione il piede di Forlì (con i piedi di Faenza, di Forlimpopoli, di Bertinoro e di Meldola, località contigue a Forlì e da essa influenzate), che era invece diviso in dieci parti, dette usualmente once. Peraltro, va notato che era diviso in dieci anche il braccio fiorentino.
In particolare, il piede parigino fu molto utilizzato in architettura in tutta l'Europa fra il XIII ed il XV secolo.
Altri stati in cui era diffuso il piede:
- Germania: da 24 a 34 cm
- Russia: 30 cm
- Italia: da 30 a 50 cm.

## Misure anglosassoni derivate dal piede
- Il piede quadrato corrisponde a 0,09290 m².
- Il piede cubico corrisponde a 0,02832 m³.

## Il piede agrimensorio in Italia
| Torino (piede liprando) | 51,3766 cm |
| Alessandria             | 47,6895 cm |
| Pavia                   | 47,1954 cm |
| Milano                  | 43,5185 cm |
| Como                    | 45,1219 cm |
| Lodi                    | 45,5332 cm |
| Cremona                 | 48,3539 cm |
| Brescia                 | 47,5467 cm |
| Verona                  | 34,2195 cm |
| Piacenza                | 46,9565 cm |
| Parma                   | 54,5167 cm |
| Modena                  | 52,3048 cm |
| Bologna                 | 38,0098 cm |
| Roma                    | 29,7896 cm |

In alcune zone (per esempio a Bologna, Modena) il piede era sinonimo di braccio da muro, ovvero il braccio usato per le costruzioni (differente dal braccio usato per i tessuti, o mercantile). Più a sud come base per il sistema agrimensorio erano usati al posto del piede il braccio e, già in Liguria, il palmo.

### Il piede come unità di superficie
Si utilizzava il "piede di tavola" come sottomultiplo (1/12) della tavola. Poiché la tavola era idealmente un quadrato di 12 piedi (ovvero una pertica o canna agrimensoria) di lato, il piede di tavola corrispondeva a una striscia rettangolare della tavola larga un piede. Pertanto il piede di tavola equivaleva a 12 piedi quadrati. In alcune regioni veniva considerato il "mezzo piede", unità di superficie pari alla metà di 1 "piede di tavola", quale limite legalmente accettabile di arrotondamento nella misura dei terreni agrari.